# Leopoldo Ferran Muñoz
Leopoldo Ferrán (Irun, Gipuzkoa, 1963) est un artiste contemporain éclectique, né à Irun, considéré comme faisant partie de la quatrième génération de l’École de la Bidassoa.

## Biographie
Né dans une famille d’artistes, il commence sa formation à Irun, plus précisément dans la maison familiale, puis, son père, José Antonio Ferrán Iglesias, et sa mère, Maria Teresa Muñoz (Irun, 19 juillet 1938), transforment leur maison dans sa quasi-totalité en atelier où il pourra réaliser ses œuvres.
Après une période de formation en Pays basque, il décide de s’unir artistiquement à Agustina Otero (San Adrian del Valle, Leon, 1960) afin de créer ensemble des installations destinées à approfondir leur recherche dans le domaine du langage plastique.
En 1967, il reçoit une bourse de la Diputación de Guipuzcoa, et au cours des années suivantes, la Bourse du Ministère des Affaires Étrangères, ainsi que des aides du Gouvernement Basque et de la Diputación de Guipuzcoa. Grâce à ces aides, influencé par les voyages réalisés auparavant par ses parents, il voyage en divers lieux afin de compléter sa formation. Il passe par Grenade, Florence, Paris et après un séjour dans le Sud du Sénégal, il installe son atelier dans le nord de l’Espagne, d’abord à Fontarrabie, puis à Ituren, en Navarre.
La transhumance artistique de Leopoldo Ferrán l’a conduit à Ituren, dans un refuge privilégié au pied du Mont Mendaur, où ce créateur approfondit la recherche qu’il traduit dans ses dernières et ambitieuses œuvres architecto-sculpturales. Il est parvenu à s ‘écarter des méthodes en usage pour combiner la sculpture et la peinture avec la vidéo et la photographie, essayant de s’ériger en « chercheur de l’espace » ; c’est vital pour son œuvre.

## Œuvre
Chaque installation de Leopoldo Ferrán est un univers réel et complet, concret, refermé sur lui-même et suffisant en soi ; un univers semblable en un certain sens à l’univers non artistique, à la totalité simple des choses réelles, puisqu’elle existe en soi et pour soi.
On ne peut pas dire que les installations de Leopoldo représentent une partie de l’univers non artistique ; ces installations sont une partie de l’univers, de la même manière que les arbres, les bêtes, les pierres, les personnes, les états, les images… de la même façon que toutes les choses réelles font partie de l’univers. Mais, lorsqu’il s’agit de la beauté des installations de Leopoldo, il convient de dire que c’est une beauté étrangère à la beauté de l’univers, et étrangère à la beauté des choses qui font partie de cet univers. La beauté de chaque installation est la beauté d’un univers en son entier, et ces beautés artistiques sont, d’une certaine manière, toutes proches de la beauté non artistique du seul univers réel.
Si, pour ceux qui ne savent pas, Leopoldo n’est rien sans son art, ses installations, elles, sont tout, même sans Leopoldo. Son art est de créer de la beauté, au sens fort du mot, et cette création, comme toute création véritable, est étrangère au sujet créateur, elle est impersonnelle. Les installations, concrètement, ne sont en rien intellectualisées ; il faut se servir de l’intelligence pour représenter un arbre, mais une église emplie d’œufs se crée comme la poule pond un œuf, comme crée la nature. Et la nature n'a pas besoin de penser pour créer.
En général, l’installation n’est pas la représentation d’un objet, car elle est déjà un objet. Les installations de Leopoldo ne sont pas des choses représentées, mais des choses tout court.  Ce sont des choses comme le sont les arbres, les montagnes, les chaises, les États… ce sont des choses artistiques, des œuvres d’art objectives. L’installation est comme l’objet, elle est, de manière absolue, pas relative. Elle est, faisant abstraction d’une possible relation avec quoi que ce soit qui lui soit étranger. Elle est, de la même façon que l’univers est. C’est pour cela que l’art de l’installation est un art absolu.
Pour terminer, l’installation, à l’inverse de l’art représentatif, n’est pas une reproduction symboliste, réaliste, impressionniste et expressionniste abstraite, ou encore subjective. L’art de l’installation de Leopoldo n’est pas figuratif, il est complet et absolu, concret et objectif. Objectif, puisqu’il n’exige aucun apport subjectif, ni de la part de l’artiste, ni de celle du spectateur ; concret, car il n’utilise pas l’abstraction, il ne fait abstraction d’aucun objet préalable ou étranger à l’installation elle-même. Ainsi, les installations de Leopoldo sont des univers absolus et réels, ils existent en eux-mêmes et pour eux-mêmes, tout comme l’univers réel non artistique. D’une certaine manière, ce sont des univers étrangers mais parallèles à l’univers que généralement l’on considère comme unique et réel.
La sensibilité de Ferrán est mystique, d’un mysticisme matérialiste, qui fuit les dieux personnels et transcendants, mais ne renonce pas à vénérer le sacré. Les mystiques se heurtent toujours à l’orthodoxie, car ils n’oublient jamais que les représentations religieuses concrètes sont plus ou moins interchangeables, les rites se ressemblent et les dieux sont semblables. Ainsi, comme il existe une source commune à toute forme religieuse concrète, il existe aussi une force obscure qui rend possible toute réalité ; et c’est dans cette caverne, dans le temps et l’espace de la fabrique d’où surgissent les choses, que tente de s’immerger Ferrán. En définitive, Leopoldo Ferrán se place dans un espace, multiple et changeant qui permet toute création, n’importe quelle création.

## Expositions
Parmi ses principales expositions, se détachent, l’exposition intitulée « Mazerredo 3 5 2 » Sala Rekalde à Bilbao en 1995, et l ‘exposition « Hem to pan » à l’Horno de la Ciudadela de Pampelune. En 1996 il se présente à las Reales Atarazanas de Valence avec « l’Horloge du temps ». En 1997, son œuvre est présentée au Musée Gustavo Maetzu d’Estella, avec l’exposition « Tutto sone isole » et à Vitoria dans l’ancien réservoir d’eau, une exposition intitulée « Cartographie pour le coureur d’un delta sans mer ». En 1998, il expose en Italie et à la Fondation Miro de Barcelone<. En 2000, on le présente à Madrid, précisément à la Galerie Salvador Diaz. La même année, son travail est exposé à la Galerie Moises Perez de Albeniz de Pampelune, sous le titre « Aptitude, possibilité ou occasion pour que les choses soient ou existent », exposition renouvelée au même endroit en 2002 sous le titre « Demeurer ». En 2007, il expose au Musée d’Art contemporain de Leon. Cet artiste ne réalise pas beaucoup de sculpture publique, cependant, des Œuvres de Leopoldo Ferrán se trouvent dans les jardins du Señorio de Bertiz et dans la Chapelle du Cimetière de Pampelune. En 2006, Ferrán installe une de ses œuvres publiques « Sirènes » dans sa ville natale, Irun.
En résumé, au-delà de la décoration reconnue de la façade du Musée San Telmo de Saint Sébastien (2010) et de la sculpture réalisée pour le Prix International de Poésie Gabriel Celaya (2012), l’œuvre de ce créateur a été exposée récemment au Kursaal et au Musée Koldo Mitxelena de Saint Sebastien, au Musée ARTIUM de Vitoria, au Musée Guggenheim de Bilbao, à la Biennale de l’Image en Mouvement de Genève, au The White Box de New York, à la Fondation Miró de Barcelone, au Spazio Temporaneo d’ Arte en Italie, au Musée Zuloaga de Segovie, à la Chapelle Saint Louis et à l’Hôpital de la Salpétrière à Paris, à la Biennale de Venise et à la Biennale du Caire, entre autres.